# Homoki gazella
A homoki gazella (Gazella leptoceros) az emlősök (Mammalia) osztályának párosujjú patások (Artiodactyla) rendjébe, ezen belül a tülkösszarvúak (Bovidae) családjába és az antilopformák (Antilopinae) alcsaládjába tartozó faj.

## Előfordulása
A homoki gazella a Szahara Nílustól nyugatra eső területein él Algéria, Egyiptom, Líbia és Tunézia sivatagaiban, emellett a nigeri, mali, csádi, marokkói és szudáni előfordulásáról szóló hírek eddig nem kellően bizonyítottak. Eredetileg feltehetően a mainál jóval nagyobb területen élt. Ma az állomány zöme a nagy homoksivatagokhoz, azaz ergekhez – Nyugati- és a Keleti-erg, illetve az algériai Tinherti hammádától a líbiai Fezzánig húzódó homoksivatag –, valamint a közép-szaharai fennsíkok peremvidékén levő kisebb ergekhez (Hoggar, Taszilin-Ádzser) kötődik. Egyiptomban a Líbiai-sivatag legnyugatabbi szélén jelezték előfordulását.

## Alfajai
- Gazella leptoceros leptoceros F. Cuvier, 1842
- Gazella leptoceros loderi Thomas, 1894

## Megjelenése
Fej-testhossza 100-110 centiméter, amihez 15-20 centiméteres farok kapcsolódik, marmagassága pedig 65-72 centiméter között mozog. Testtömege 20-30 kilogramm lehet. A sivatagi körülményekhez alkalmazkodva a homoki gazella patái némileg szélesebbek a többi gazelláéinál, speciálisan alkalmazkodott orrürege pedig a vér lehűtésére alkalmas.
A túlmelegedés ellen az is védi, hogy szőrzete rendkívül fakó színezetű, teste krémszínű vagy sárgás, míg a hasoldal és a far tiszta fehér – ez utóbbi kiemeli a farok sötétbarna színét. A hasi és oldalszőrzetet halvány barna csík választja el. A pofán szintén viszonylag halvány mintázat látható, ami egy vöröses orrcsíkból, illetve a szemektől az orrhoz futó csíkokból áll. Mindkét nem hosszú, karcsú, enyhén S alakú szarvakat visel: a bikáké 30-41 centiméter hosszú és recés, a teheneké simább és rövidebb (20-38 centiméteres). A faj tudományos nevében a leptoceros a görög „vékony szarv” kifejezésből ered.

## Életmódja
A sivatagi forróságot elkerülendő a homoki gazella rendszerint éjszaka és kora reggel aktív, ilyenkor a táplálékául szolgáló növényzet is lédúsabb, és a rajta lerakódott harmatot is elfogyaszthatja. Így elegendő vizet tud szerezni ahhoz, hogy ne kelljen rendszeresen innia. A nappalt az árnyékba húzódva tölti. A fogyasztható vegetáció – pozsgások, cserjék, fűfélék – ritkás volta állandó vándorlásra kényszeríti a homokdűnék között.
Vegyes csapatokban él, amelyek 2-20 egyedből (egy vezérbikából és több nőstényből és ezek kicsinyeiből) állnak. A bikák párzási időszakban laza territóriumokat tartanak fenn, amelyek védelmében olykor hevesen összecsapnak más bikákkal. A fiatalabb bikák rendszerint legénycsordákba tömörülnek. A faj fogságban gyakran válik agresszívvé.

## Szaporodása

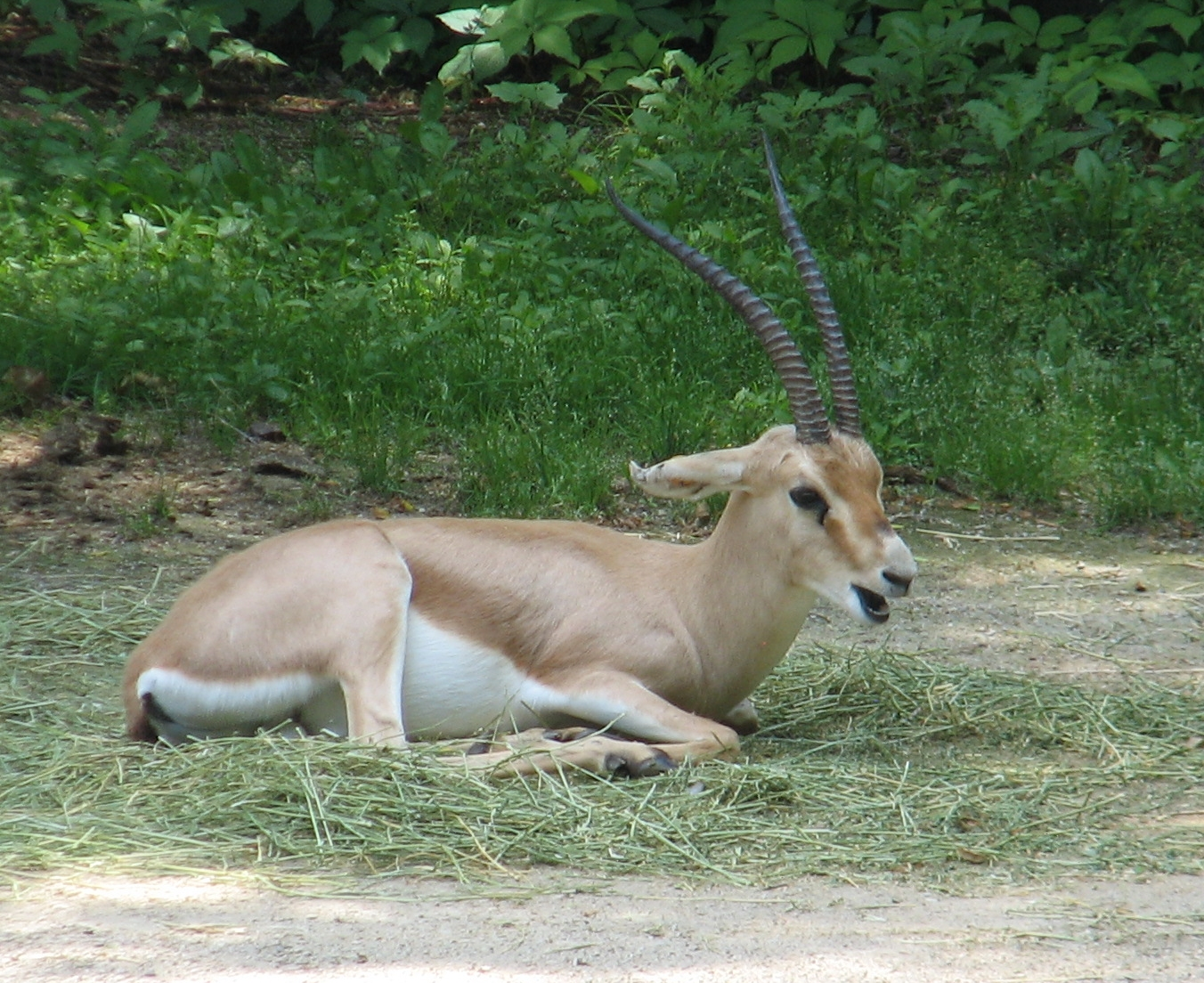
Egy állatkerti példány (Cincinnati Állatkert)

A párzásra rendszerint augusztusban vagy szeptemberben kerül sor. A vemhesség 5-6 hónapig tart, és eredményeképpen rendszerint egy, ritkán két borjú születik. Az elválasztásra három hónap után kerül sor. A tehenek 6-9 hónaposan, a bikák másfél évesen érik el az ivarérettséget. A homoki gazella legfeljebb 14 évig élhet.

## Természetvédelmi helyzete
Bár számukról nem készültek pontos felmérések, becslések szerint a világon ma 2500-nál is kevesebb homoki gazella él, és számuk egyre csökken, ezért a Természetvédelmi Világszövetség (IUCN) értékelése szerint veszélyeztetett. A fajt mindenekelőtt a túlzott vadászat veszélyezteti, de lakóhelye elsivatagosodásának erősödése is negatív hatással van rá. A súlyos veszélyben levő faj szerepel a Vándorló Fajok Konvenciója (CMS) I. függelékében, a CMS száhel–szaharai antilopok megmentéséért kidolgozott cselekvési tervében, illetve a Washingtoni egyezmény (CITES) I. függelékében.
Az oltalmat élvező területek közül a tunéziai Dzsebil és Szengar Nemzeti Parkban, illetve az algériai Taszilin Ádzser Nemzeti Parkban, továbbá valószínűleg a nigeri Air-Ténéré Nemzeti Természetvédelmi Területen él. Fogságban világszerte körülbelül húsz helyen tartják és szaporítják mintegy kétszáz példányát, ezek mind egy vadonban befogott tunéziai csapat leszármazottjai.